# Ballon d'or 1972
Navigation
Édition précédente Édition suivante
Le Ballon d'or 1972 récompensant le meilleur footballeur européen évoluant en Europe est attribué à l'Allemand Franz Beckenbauer, champion d'Allemagne de l'Ouest avec le Bayern Munich.
C'est le premier ballon d'or remporté par Franz Beckenbauer, et plus généralement le premier ballon d'or remporté par un défenseur.
Pour la première fois, il y a deux ex æquo à la deuxième place.  C'est un triplé germanique saluant la victoire de l'Allemagne de l'Ouest dans le Championnat d'Europe de football 1972.
Il s'agit de la 17e édition de ce trophée mis en place par le magazine français France Football. Vingt-cinq journalistes (un par nation) prennent part au vote, avec un vote par nation.

## Classement complet
| Rang | Nom                  | Pays                 | Club                                | Points | Pos 1 | Pos 2 | Pos 3 | Pos 4 | Pos 5 |
| ---- | -------------------- | -------------------- | ----------------------------------- | ------ | ----- | ----- | ----- | ----- | ----- |
| 1    | Franz Beckenbauer    | Allemagne de l'Ouest | Bayern Munich                       | 81     | 10    | 4     | 1     | 6     |       |
| 2    | Gerd Müller          | Allemagne de l'Ouest | Bayern Munich                       | 79     | 7     | 4     | 6     | 5     |       |
| 2    | Günter Netzer        | Allemagne de l'Ouest | Borussia Mönchengladbach            | 79     | 5     | 7     | 6     | 4     |       |
| 4    | Johan Cruyff         | Pays-Bas             | Ajax Amsterdam                      | 73     | 3     | 9     | 4     | 5     |       |
| 5    | Piet Keizer          | Pays-Bas             | Ajax Amsterdam                      | 13     |       | 1     | 1     |       | 6     |
| 6    | Kazimierz Deyna      | Pologne              | Legia Varsovie                      | 6      |       |       | 1     | 1     | 1     |
| 7    | Gordon Banks         | Angleterre           | Stoke City                          | 4      |       |       | 1     |       | 1     |
| 7    | Barry Hulshoff       | Pays-Bas             | Ajax Amsterdam                      | 4      |       |       | 1     |       | 1     |
| 7    | Włodzimierz Lubański | Pologne              | Górnik Zabrze                       | 4      |       |       | 1     |       | 1     |
| 7    | Bobby Moore          | Angleterre           | West Ham United                     | 4      |       |       | 1     |       | 1     |
| 11   | Hristo Bonev         | Bulgarie             | Lokomotiv Plovdiv                   | 3      |       |       | 1     |       |       |
| 11   | Gerrie Mühren        | Pays-Bas             | Ajax Amsterdam                      | 3      |       |       | 1     |       |       |
| 11   | Mourtaz Khourtsilava | Union soviétique     | Dinamo Tbilissi                     | 3      |       |       |       | 1     | 1     |
| 11   | Paul Van Himst       | Belgique             | RSC Anderlecht                      | 3      |       |       |       | 1     | 1     |
| 15   | Antal Dunai          | Hongrie              | Újpest Dózsa                        | 2      |       |       |       | 1     |       |
| 15   | Eusébio              | Portugal             | Benfica Lisbonne                    | 2      |       |       |       | 1     |       |
| 15   | Sandro Mazzola       | Italie               | Inter Milan                         | 2      |       |       |       |       | 2     |
| 18   | Amancio Amaro        | Espagne              | Real Madrid                         | 1      |       |       |       |       | 1     |
| 18   | Paul Breitner        | Allemagne de l'Ouest | Bayern Munich                       | 1      |       |       |       |       | 1     |
| 18   | Giorgio Chinaglia    | Italie               | Lazio Rome                          | 1      |       |       |       |       | 1     |
| 18   | Dragan Džajić        | Yougoslavie          | Étoile rouge de Belgrade            | 1      |       |       |       |       | 1     |
| 18   | Johnny Giles         | Irlande              | Leeds United                        | 1      |       |       |       |       | 1     |
| 18   | John Greig           | Écosse               | Glasgow Rangers                     | 1      |       |       |       |       | 1     |
| 18   | Johan Neeskens       | Pays-Bas             | Ajax Amsterdam                      | 1      |       |       |       |       | 1     |
| 18   | Gianni Rivera        | Italie               | Milan AC                            | 1      |       |       |       |       | 1     |
| 18   | Evgueni Roudakov     | Union soviétique     | Dynamo Kiev                         | 1      |       |       |       |       | 1     |
| 18   | Marius Trésor        | France               | AC Ajaccio / Olympique de Marseille | 1      |       |       |       |       | 1     |